# 向夜晚奔去 YOASOBI小說集
《向夜晚奔去 YOASOBI小說集》（日语：夜に駆ける YOASOBI小説集）是日本音樂組合YOASOBI推出的小说。該書在2020年9月18日在日本由雙葉社出版，繁體中文版則由尖端出版於2021年5月27日出版。

## 收錄內容
本書是收錄「將小說化作音樂的音樂組合」YOASOBI的樂曲之原作小說的短篇小說集。
日本版本的書籍附有QR碼特典，用以觀看YOASOBI主唱ikura朗讀書中其中一篇小說〈桑納托斯的誘惑〉的影片，而影片其中一部份則於2020年9月7日上傳至YouTube。
- 第一章 向夜晚奔去

〈桑納托斯的誘惑〉／〈溶於夜空中〉（作者：星野舞夜）
- 第二章 重現夢境

〈夢之水滴與星之花〉
- 第三章 或許

〈或許〉
- 第四章 安可

〈世界末日與別離之歌〉（作者：水上下波）
- YOASOBI專訪

## 設計
本書由四篇短篇小說集結而成，而擔任書籍設計的則指出這四篇小說已在monogatary.com刊登並已有讀者群，又已經有PV作為視覺設計的基礎，所以他認為在製作時不應過度彰顯設計師的風格，而要考慮喜歡這些小說的讀者喜歡些甚麼。他又指出決定標題字體的設計時，選擇了使用不平衡的書體，藉此表達小說人物心情的變化。

## 出版
| 日文標題 | 中文標題                 | 雙葉社        | 雙葉社             | 尖端出版      | 尖端出版           |
| 日文標題 | 中文標題                 | 發售日期      | ISBN               | 發售日期      | ISBN               |
| -------- | ------------------------ | ------------- | ------------------ | ------------- | ------------------ |
|          | 向夜晚奔去 YOASOBI小說集 | 2020年9月18日 | ISBN 9784575243215 | 2021年5月27日 | ISBN 9786263023864 |

### 限定版
本書同時出版三種不同的初回限定限定版，以《向夜晚奔去》、《重現夢境》、《或許》三首歌曲的MV插畫師新繪的插畫封面及一般版封面組成雙書衣封面形式發售，分別作為亞馬遜日本、TSUTAYA、HMV的店鋪限定版。除此之外，電子書籍網上商店Reader Store亦於2020年12月1日推出電子書籍版，並收錄《安可》MV的創作者繪製的插畫版封面及及一般版兩種封面。
繁體中文版方面，尖端出版則同時發售一般封面版及上述三種《向夜晚奔去》、《重現夢境》、《或許》設計的雙書衣版本。

## 外部連結
- 官方網頁介紹 （页面存档备份，存于）